# Lupinus depressus
Lupinus depressus är en ärtväxtart som beskrevs av Per Axel Rydberg. Lupinus depressus ingår i släktet lupiner, och familjen ärtväxter. Inga underarter finns listade i Catalogue of Life.